# Gaeta (geslacht)
Gaeta is een geslacht van halfvleugeligen uit de familie Aphrophoridae. De wetenschappelijke naam van dit geslacht is voor het eerst geldig gepubliceerd in 1944 door Metcalf & Bruner.

## Soorten
Het geslacht Gaeta  is monotypisch en omvat slechts de volgende soort:
- Gaeta bifasciata Metcalf & Bruner, 1944